# II. DDR-Liga 1959
Die II. DDR-Liga 1959 war die fünfte Spielzeit der 1955 gegründeten II. DDR-Liga. Sie war nach der DDR-Oberliga und der DDR-Liga die dritthöchste Spielklasse im Deutschen Fußball-Verband der DDR (DFV).
Die fünf Staffelsieger ermittelten in einer Aufstiegsrunde die drei Aufsteiger zur DDR-Liga. Dabei setzten sich der ASK Vorwärts Cottbus, die SG Dynamo Hohenschönhausen und der SC Motor Karl-Marx-Stadt durch.
Von den drei Absteigern aus der DDR-Liga, gewannen die HSG Wissenschaft Halle und der SC Motor Karl-Marx-Stadt ihre Staffeln. In der Aufstiegsrunde kam Karl-Marx-Stadt auf den dritten Rang ein und erreichte die sofortige Rückkehr in die übergeordnete Liga. Wissenschaft Halle belegte hingegen den nicht aufstiegsberechtigten vierten Rang. Einen gesicherten Mittelfeldplatz schaffte in ihrer Staffel die BSG Stahl Stalinstadt.
Bester Aufsteiger aus der DDR-Bezirksliga war die BSG Motor Görlitz, die in der Staffel 4 einen zweiten Platz belegte. Von den restlichen 14 Aufsteigern mussten Empor Neustrelitz, Turbine Finkenheerd, die SG Zwenkau, Aktivist Welzow, Wismut Rodewisch, Dynamo Erfurt und Fortschritt Weida nach nur einer Saison in die Bezirksliga zurückkehren.

## Modus
Gespielt wurde nach sowjetischem Vorbild (Spielbetrieb dem Kalenderjahr angeglichen) in fünf Staffeln zu je 14 Mannschaften (regionale Gesichtspunkte). In einer Doppelrunde mit Hin- und Rückspiel wurden die Staffelsieger und je drei Absteiger pro Staffel ermittelt. Die Staffelsieger ermittelten in einer Aufstiegsrunde, wo eine einfache Runde gespielt wurde, die drei Aufsteiger in die DDR-Liga.

## Staffel 1
In der Staffel 1 spielten Mannschaften aus den Bezirken Rostock, Schwerin, Neubrandenburg und Ost-Berlin.

### Abschlusstabelle
| Pl. | Mannschaft                       | Sp. | S  | U  | N  | Tore    | Diff. | Punkte |
| --- | -------------------------------- | --- | -- | -- | -- | ------- | ----- | ------ |
| 1.  | SG Dynamo Hohenschönhausen 1     | 26  | 21 | 4  | 1  | 072:130 | +59   | 46:60  |
| 2.  | SC Traktor Schwerin              | 26  | 13 | 5  | 8  | 046:330 | +13   | 31:21  |
| 3.  | BSG Motor Wismar                 | 26  | 10 | 9  | 7  | 041:330 | +8    | 29:23  |
| 4.  | ASK Vorwärts Neubrandenburg      | 26  | 12 | 3  | 11 | 044:360 | +8    | 27:25  |
| 5.  | BSG Motor Warnowwerft Warnemünde | 26  | 11 | 3  | 12 | 031:390 | −8    | 25:27  |
| 6.  | BSG Fortschritt Neustadt-Glewe   | 26  | 8  | 9  | 9  | 032:410 | −9    | 25:27  |
| 7.  | BSG Motor Rostock (N)            | 26  | 7  | 10 | 9  | 029:260 | +3    | 24:28  |
| 8.  | SG Dynamo Schwerin (N)           | 26  | 9  | 6  | 11 | 042:440 | −2    | 24:28  |
| 9.  | BSG Chemie Wittenberge           | 26  | 8  | 7  | 11 | 028:400 | −12   | 23:29  |
| 10. | BSG Turbine Neubrandenburg       | 26  | 9  | 5  | 12 | 044:630 | −19   | 23:29  |
| 11. | BSG Chemie Grünau-Schmöckwitz 1  | 26  | 9  | 4  | 13 | 056:510 | +5    | 22:30  |
| 12. | BSG Motor Stralsund              | 26  | 7  | 8  | 11 | 031:380 | −7    | 22:30  |
| 13. | BSG Empor Neustrelitz (N)        | 26  | 7  | 8  | 11 | 035:510 | −16   | 22:30  |
| 14. | BSG Einheit Rostock              | 26  | 8  | 5  | 13 | 032:550 | −23   | 21:31  |

| (N) Aufsteiger aus der Bezirksliga 1958 |

### Kreuztabelle
Die Kreuztabelle stellt die Ergebnisse aller Spiele dieser Saison dar. Die Heimmannschaft ist in der linken Spalte aufgelistet und die Gastmannschaft in der obersten Reihe.
| Staffel 1 8. März 1959 – 29. November 1959 | Staffel 1 8. März 1959 – 29. November 1959 | SG Dynamo Hohenschönhausen | SC Traktor Schwerin | BSG Motor Wismar | ASK Vorwärts Neubrandenburg | BSG Motor WW Warnemünde | BSG Fortschritt Neustadt-Glewe | BSG Motor Rostock | SG Dynamo Schwerin | BSG Chemie Wittenberge | BSG Turbine Neubrandenburg | BSG Chemie Grünau-Schmöckwitz | BSG Motor Stralsund | BSG Empor Neustrelitz | BSG Einheit Rostock |
| ------------------------------------------ | ------------------------------------------ | -------------------------- | ------------------- | ---------------- | --------------------------- | ----------------------- | ------------------------------ | ----------------- | ------------------ | ---------------------- | -------------------------- | ----------------------------- | ------------------- | --------------------- | ------------------- |
| 01.                                        | SG Dynamo Hohenschönhausen                 |                            | 6:2                 | 2:0              | 2:1                         | 2:0                     | 1:1                            | 0:0               | 6:1                | 3:0                    | 6:0                        | 2:0                           | 2:0                 | 2:0                   | 2:0                 |
| 02.                                        | SC Traktor Schwerin                        | 0:0                        |                     | 1:1              | 1:2                         | 2:4                     | 2:1                            | 1:0               | 0:0                | 3:1                    | 5:1                        | 4:0                           | 1:0                 | 6:1                   | 1:0                 |
| 03.                                        | BSG Motor Wismar                           | 0:1                        | 4:1                 |                  | 1:4                         | 3:1                     | 1:1                            | 1:0               | 1:1                | 1:1                    | 3:2                        | 1:1                           | 5:1                 | 1:1                   | 1:1                 |
| 04.                                        | ASK Vorwärts Neubrandenburg                | 0:1                        | 2:0                 | 0:1              |                             | 0:3                     | 3:2                            | 1:0               | 1:0                | 2:0                    | 7:2                        | 2:0                           | 1:1                 | 1:1                   | 1:1                 |
| 05.                                        | BSG Motor Warnowwerft Warnemünde           | 0:4                        | 1:1                 | 1:0              | 1:0                         |                         | 3:1                            | 0:2               | 2:1                | 0:1                    | 2:1                        | 1:0                           | 2:1                 | 0:0                   | 2:1                 |
| 06.                                        | BSG Fortschritt Neustadt-Glewe             | 1:3                        | 1:0                 | 2:2              | 1:0                         | 1:0                     |                                | 0:0               | 1:1                | 1:1                    | 2:3                        | 3:2                           | 1:1                 | 3:2                   | 0:1                 |
| 07.                                        | BSG Motor Rostock                          | 1:1                        | 1:1                 | 1:2              | 4:0                         | 1:1                     | 3:1                            |                   | 2:1                | 3:1                    | 1:1                        | 0:0                           | 1:1                 | 0:0                   | 1:1                 |
| 08.                                        | SG Dynamo Schwerin                         | 2:1                        | 1:3                 | 1:2              | 3:1                         | 3:0                     | 1:2                            | 4:1               |                    | 0:0                    | 4:1                        | 2:2                           | 1:0                 | 3:1                   | 2:5                 |
| 09.                                        | BSG Chemie Wittenberge                     | 1:3                        | 2:1                 | 1:0              | 0:5                         | 2:1                     | 1:1                            | 2:0               | 1:2                |                        | 0:0                        | 3:2                           | 1:0                 | 1:3                   | 4:0                 |
| 10.                                        | BSG Turbine Neubrandenburg                 | 0:4                        | 0:3                 | 4:2              | 1:3                         | 4:1                     | 0:1                            | 4:2               | 2:0                | 3:0                    |                            | 3:2                           | 3:1                 | 0:3                   | 0:0                 |
| 11.                                        | BSG Chemie Grünau-Schmöckwitz              | 2:3                        | 1:4                 | 2:3              | 4:1                         | 1:0                     | 6:1                            | 0:3               | 4:2                | 0:0                    | 6:2                        |                               | 4:1                 | 8:1                   | 2:3                 |
| 12.                                        | BSG Motor Stralsund                        | 0:1                        | 2:0                 | 0:0              | 4:2                         | 1:2                     | 1:1                            | 1:0               | 2:1                | 3:2                    | 1:1                        | 1:2                           |                     | 3:2                   | 3:0                 |
| 13.                                        | BSG Empor Neustrelitz                      | 1:7                        | 0:1                 | 0:4              | 2:1                         | 3:1                     | 2:0                            | 1:0               | 2:2                | 2:2                    | 1:1                        | 4:0                           | 0:0                 |                       | 0:1                 |
| 14.                                        | BSG Einheit Rostock                        | 0:7                        | 1:2                 | 2:1              | 0:3                         | 3:2                     | 1:2                            | 0:2               | 1:3                | 1:0                    | 3:5                        | 1:5                           | 2:2                 | 3:2                   |                     |

### Torschützenliste
|    | Spieler         | Verein                        | Tore |
| -- | --------------- | ----------------------------- | ---- |
| 1. | Dietwald Grunst | BSG Chemie Grünau-Schmöckwitz | 17   |
| 2. | Paul Fröhlich   | SG Dynamo Schwerin            | 16   |
| 3. | Werner Renk     | SG Dynamo Hohenschönhausen    | 14   |

## Staffel 2
In der Staffel 2 spielten Mannschaften aus den Bezirken Potsdam, Frankfurt (Oder), Cottbus und Ost-Berlin.

### Abschlusstabelle
| Pl. | Mannschaft                    | Sp. | S  | U  | N  | Tore    | Diff. | Punkte |
| --- | ----------------------------- | --- | -- | -- | -- | ------- | ----- | ------ |
| 1.  | ASK Vorwärts Cottbus          | 26  | 19 | 4  | 3  | 081:260 | +55   | 42:10  |
| 2.  | BSG Motor Süd Brandenburg     | 26  | 19 | 4  | 3  | 067:300 | +37   | 42:10  |
| 3.  | SG Grünau (N)                 | 26  | 11 | 10 | 5  | 064:510 | +13   | 32:20  |
| 4.  | TSC Oberschöneweide           | 26  | 12 | 5  | 9  | 058:460 | +12   | 29:23  |
| 5.  | BSG Motor Rathenow (N)        | 26  | 11 | 6  | 9  | 038:460 | −8    | 28:24  |
| 6.  | SG Lichtenberg 47             | 26  | 11 | 5  | 10 | 064:530 | +11   | 27:25  |
| 7.  | BSG Lokomotive Cottbus        | 26  | 7  | 12 | 7  | 037:400 | −3    | 26:26  |
| 8.  | BSG Stahl Stalinstadt (A)     | 26  | 9  | 7  | 10 | 050:470 | +3    | 25:27  |
| 9.  | BSG Rotation Babelsberg II    | 26  | 10 | 3  | 13 | 042:510 | −9    | 23:29  |
| 10. | BSG Motor Hennigsdorf         | 26  | 9  | 5  | 12 | 035:500 | −15   | 23:29  |
| 11. | SG Dynamo Frankfurt/Oder      | 26  | 7  | 5  | 14 | 039:480 | −9    | 19:33  |
| 12. | BSG Motor Eberswalde 2        | 26  | 7  | 5  | 14 | 035:560 | −21   | 19:33  |
| 13. | BSG Turbine Finkenheerd (N)   | 26  | 6  | 5  | 15 | 036:640 | −28   | 17:35  |
| 14. | BSG Berliner Verkehrsbetriebe | 26  | 4  | 3  | 19 | 029:660 | −37   | 11:41  |

| (A) Absteiger aus der DDR-Liga 1958     |
| (N) Aufsteiger aus der Bezirksliga 1958 |

### Kreuztabelle
Die Kreuztabelle stellt die Ergebnisse aller Spiele dieser Saison dar. Die Heimmannschaft ist in der linken Spalte aufgelistet und die Gastmannschaft in der obersten Reihe.
| Staffel 2 8. März 1959 – 1. November 1959 | Staffel 2 8. März 1959 – 1. November 1959 | ASK Vorwärts Cottbus | BSG Motor Süd Brandenburg | SGG | TSC Oberschöneweide | BSG Motor Rathenow | SG Lichtenberg 47 | BSG Lokomotive Cottbus | BSG Stahl Stalinstadt | BSG Rotation Babelsberg II | BSG Motor Hennigsdorf | SG Dynamo Frankfurt/Oder | BSG Motor Eberswalde | BSG Turbine Finkenheerd | BSG Berliner Verkehrsbetriebe |
| ----------------------------------------- | ----------------------------------------- | -------------------- | ------------------------- | --- | ------------------- | ------------------ | ----------------- | ---------------------- | --------------------- | -------------------------- | --------------------- | ------------------------ | -------------------- | ----------------------- | ----------------------------- |
| 01.                                       | ASK Vorwärts Cottbus                      |                      | 2:3                       | 3:3 | 4:0                 | 7:1                | 5:1               | 0:1                    | 2:0                   | 4:1                        | 5:2                   | 3:1                      | 4:1                  | 5:1                     | 4:0                           |
| 02.                                       | BSG Motor Süd Brandenburg                 | 1:1                  |                           | 6:3 | 3:1                 | 0:0                | 6:2               | 1:1                    | 6:1                   | 2:1                        | 5:1                   | 3:2                      | 3:0                  | 5:1                     | 3:0                           |
| 03.                                       | SG Grünau                                 | 2:5                  | 2:2                       |     | 6:2                 | 1:1                | 0:3               | 0:0                    | 3:1                   | 5:2                        | 1:0                   | 3:1                      | 3:1                  | 6:3                     | 1:1                           |
| 04.                                       | TSC Oberschöneweide                       | 1:3                  | 1:0                       | 2:2 |                     | 5:1                | 1:4               | 0:0                    | 3:0                   | 1:1                        | 3:0                   | 4:2                      | 3:0                  | 3:1                     | 0:1                           |
| 05.                                       | BSG Motor Rathenow                        | 1:1                  | 2:3                       | 2:3 | 4:1                 |                    | 2:3               | 1:5                    | 2:0                   | 0:0                        | 1:0                   | 1:0                      | 3:0                  | 3:1                     | 2:1                           |
| 06.                                       | SG Lichtenberg 47                         | 1:4                  | 2:1                       | 1:1 | 0:1                 | 6:1                |                   | 3:0                    | 4:4                   | 5:1                        | 3:4                   | 3:0                      | 5:0                  | 3:4                     | 3:2                           |
| 07.                                       | BSG Lokomotive Cottbus                    | 1:3                  | 0:1                       | 2:1 | 1:1                 | 3:3                | 2:2               |                        | 3:1                   | 1:2                        | 2:2                   | 1:1                      | 1:2                  | 1:1                     | 2:1                           |
| 08.                                       | BSG Stahl Stalinstadt                     | 0:3                  | 1:2                       | 2:2 | 3:3                 | 2:0                | 3:3               | 3:0                    |                       | 3:1                        | 2:0                   | 5:1                      | 0:0                  | 4:1                     | 3:0                           |
| 09.                                       | BSG Rotation Babelsberg II                | 1:3                  | 3:4                       | 1:2 | 3:2                 | 0:1                | 2:1               | 5:1                    | 1:0                   |                            | 3:0                   | 0:0                      | 1:0                  | 1:0                     | 2:1                           |
| 10.                                       | BSG Motor Hennigsdorf                     | 0:3                  | 1:0                       | 2:1 | 1:4                 | 1:1                | 1:1               | 1:1                    | 2:1                   | 4:2                        |                       | 1:2                      | 2:1                  | 1:2                     | 3:0                           |
| 11.                                       | SG Dynamo Frankfurt/Oder                  | 2:2                  | 1:2                       | 2:3 | 3:0                 | 3                  | 3:1               | 2:2                    | 2:2                   | 4:1                        | 0:2                   |                          | 2:0                  | 3:0                     | 3:2                           |
| 12.                                       | BSG Motor Eberswalde                      | 1:0                  | 0:1                       | 1:1 | 1:7                 | 1:1                | 3:1               | 1:2                    | 2:2                   | 2:1                        | 5:2                   | 2:1                      |                      | 3:3                     | 6:2                           |
| 13.                                       | BSG Turbine Finkenheerd                   | 0:3                  | 0:2                       | 3:3 | 1:5                 | 1:2                | 2:1               | 1:3                    | 0:2                   | 4:2                        | 0:0                   | 2:0                      | 2:0                  |                         | 1:1                           |
| 14.                                       | BSG Berliner Verkehrsbetriebe             | 0:2                  | 1:2                       | 2:6 | 1:4                 | 1:2                | 0:2               | 1:1                    | 1:5                   | 1:4                        | 1:2                   | 3:1                      | 3:2                  | 2:1                     |                               |

### Torschützenliste
|    | Spieler        | Verein               | Tore |
| -- | -------------- | -------------------- | ---- |
| 1. | Klaus Zelinski | ASK Vorwärts Cottbus | 23   |
| 2. | Hans Schardt   | SG Grünau            | 18   |
| 2. | Ullrich Müller | SG Grünau            | 18   |

## Staffel 3
In der Staffel 3 spielten Mannschaften aus den Bezirken Magdeburg, Halle und Leipzig.

### Abschlusstabelle
| Pl. | Mannschaft                     | Sp. | S  | U  | N  | Tore    | Diff. | Punkte |
| --- | ------------------------------ | --- | -- | -- | -- | ------- | ----- | ------ |
| 1.  | HSG Wissenschaft Halle (A)     | 26  | 15 | 6  | 5  | 044:230 | +21   | 36:16  |
| 2.  | BSG Einheit Burg               | 26  | 15 | 5  | 6  | 063:330 | +30   | 35:17  |
| 3.  | BSG Motor Gohlis-Nord Leipzig  | 26  | 13 | 7  | 6  | 041:310 | +10   | 33:19  |
| 4.  | BSG Motor Schönebeck (N)       | 26  | 8  | 11 | 7  | 036:470 | −11   | 27:25  |
| 5.  | BSG Chemie Leuna               | 26  | 8  | 10 | 8  | 039:360 | +3    | 26:26  |
| 6.  | BSG Chemie Bitterfeld          | 26  | 10 | 5  | 11 | 040:340 | +6    | 25:27  |
| 7.  | BSG Aktivist Geiseltal Mücheln | 26  | 10 | 5  | 11 | 036:470 | −11   | 25:27  |
| 8.  | BSG Stahl Thale                | 26  | 9  | 6  | 11 | 043:460 | −3    | 24:28  |
| 9.  | BSG Lokomotive Halberstadt     | 26  | 8  | 7  | 11 | 046:490 | −3    | 23:29  |
| 10. | BSG Stahl MK Eisleben (N)      | 26  | 7  | 9  | 10 | 031:360 | −5    | 23:29  |
| 11. | BSG Motor Dessau               | 26  | 10 | 2  | 14 | 040:410 | −1    | 22:30  |
| 12. | BSG Motor Schkeuditz           | 26  | 10 | 2  | 14 | 039:450 | −6    | 22:30  |
| 13. | SG Zwenkau (N)                 | 26  | 9  | 4  | 13 | 041:580 | −17   | 22:30  |
| 14. | BSG Chemie Greppin             | 26  | 7  | 7  | 12 | 040:530 | −13   | 21:31  |

| (A) Absteiger aus der DDR-Liga 1958     |
| (N) Aufsteiger aus der Bezirksliga 1958 |

Namensänderung vor und während der Saison
- SC Chemie Halle II  → SC Wissenschaft Halle
- SC Wissenschaft Halle  → HSG Wissenschaft Halle

### Kreuztabelle
Die Kreuztabelle stellt die Ergebnisse aller Spiele dieser Saison dar. Die Heimmannschaft ist in der linken Spalte aufgelistet und die Gastmannschaft in der obersten Reihe.
| Staffel 3 7. März 1959 – 1. November 1959 | Staffel 3 7. März 1959 – 1. November 1959 | HSG Wissenschaft Halle | BSG Einheit Burg | BSG Motor Gohlis-Nord Leipzig | BSG Motor Schönebeck | BSG Chemie Leuna | BSG Chemie Bitterfeld | BSG Aktivist Geiseltal Mücheln | BSG Stahl Thale | BSG Lokomotive Halberstadt | BSG Stahl MK Eisleben | BSG Motor Dessau | BSG Motor Schkeuditz | SGZ | BSG Chemie Greppin |
| ----------------------------------------- | ----------------------------------------- | ---------------------- | ---------------- | ----------------------------- | -------------------- | ---------------- | --------------------- | ------------------------------ | --------------- | -------------------------- | --------------------- | ---------------- | -------------------- | --- | ------------------ |
| 01.                                       | HSG Wissenschaft Halle                    |                        | 0:0              | 6:1                           | 1:0                  | 1:1              | 1:0                   | 2:0                            | 3:1             | 4:2                        | 4:2                   | 3:0              | 4:2                  | 2:0 | 1:1                |
| 02.                                       | BSG Einheit Burg                          | 1:2                    |                  | 0:0                           | 5:1                  | 7:2              | 1:2                   | 6:2                            | 1:1             | 1:2                        | 3:1                   | 3:0              | 3:0                  | 2:0 | 2:0                |
| 03.                                       | BSG Motor Gohlis-Nord Leipzig             | 1:0                    | 1:1              |                               | 2:0                  | 1:1              | 1:5                   | 3:0                            | 5:0             | 2:0                        | 1:1                   | 1:0              | 3:0                  | 0:1 | 5:3                |
| 04.                                       | BSG Motor Schönebeck                      | 1:1                    | 2:1              | 0:0                           |                      | 1:1              | 2:0                   | 3:1                            | 2:2             | 2:2                        | 2:2                   | 1:0              | 2:0                  | 1:1 | 4:1                |
| 05.                                       | BSG Chemie Leuna                          | 1:0                    | 3:3              | 0:1                           | 1:1                  |                  | 3:0                   | 0:1                            | 4:1             | 3:2                        | 1:0                   | 0:3              | 4:0                  | 5:0 | 2:1                |
| 06.                                       | BSG Chemie Bitterfeld                     | 1:1                    | 1:2              | 1:2                           | 1:1                  | 0:0              |                       | 5:0                            | 1:0             | 0:0                        | 2:0                   | 3:0              | 0:1                  | 3:2 | 3:0                |
| 07.                                       | BSG Aktivist Geiseltal Mücheln            | 3:1                    | 2:1              | 2:0                           | 3:1                  | 1:1              | 0:2                   |                                | 3:2             | 1:0                        | 1:1                   | 1:1              | 1:0                  | 3:4 | 3:0                |
| 08.                                       | BSG Stahl Thale                           | 1:2                    | 0:1              | 1:1                           | 1:1                  | 2:2              | 2:1                   | 3:0                            |                 | 1:1                        | 2:0                   | 2:1              | 4:1                  | 7:1 | 5:1                |
| 09.                                       | BSG Lokomotive Halberstadt                | 0:3                    | 3:4              | 1:1                           | 4:1                  | 3:2              | 2:4                   | 5:0                            | 4:1             |                            | 2:2                   | 3:2              | 0:2                  | 4:2 | 4:3                |
| 10.                                       | BSG Stahl MK Eisleben                     | 0:0                    | 1:2              | 4:1                           | 1:2                  | 2:1              | 3:1                   | 2:1                            | 2:0             | 0:0                        |                       | 1:0              | 2:1                  | 0:2 | 1:1                |
| 11.                                       | BSG Motor Dessau                          | 3:0                    | 1:3              | 2:1                           | 1:2                  | 3:0              | 2:0                   | 1:5                            | 4:0             | 1:1                        | 2:0                   |                  | 1:0                  | 6:1 | 1:0                |
| 12.                                       | BSG Motor Schkeuditz                      | 0:1                    | 1:4              | 1:2                           | 9:1                  | 1:0              | 2:0                   | 2:1                            | 3:1             | 1:0                        | 1:1                   | 3:2              |                      | 4:2 | 1:2                |
| 13.                                       | SG Zwenkau                                | 0:1                    | 1:4              | 0:1                           | 2:2                  | 1:1              | 3:1                   | 1:1                            | 1:2             | 4:0                        | 2:1                   | 3:1              | 2:1                  |     | 4:3                |
| 14.                                       | BSG Chemie Greppin                        | 1:0                    | 4:2              | 1:4                           | 4:0                  | 0:0              | 3:3                   | 4                              | 0:1             | 2:1                        | 1:1                   | 4:2              | 2:2                  | 2:1 |                    |

### Torschützenliste
|    | Spieler        | Verein           | Tore |
| -- | -------------- | ---------------- | ---- |
| 1. | Manfred Jast   | BSG Chemie Leuna | 18   |
| 2. | Joachim Walter | BSG Einheit Burg | 14   |
| 3. | Rolf Herold    | SG Zwenkau       | 13   |

## Staffel 4
In der Staffel 4 spielten Mannschaften aus den Bezirken Leipzig, Cottbus, Dresden und Karl-Marx-Stadt.

### Abschlusstabelle
| Pl. | Mannschaft                       | Sp. | S  | U  | N  | Tore    | Diff. | Punkte |
| --- | -------------------------------- | --- | -- | -- | -- | ------- | ----- | ------ |
| 1.  | SC Motor Karl-Marx-Stadt (A)     | 26  | 21 | 2  | 3  | 077:230 | +54   | 44:80  |
| 2.  | BSG Motor Görlitz (N)            | 26  | 12 | 8  | 6  | 044:340 | +10   | 32:20  |
| 3.  | BSG Aufbau Meißen                | 26  | 13 | 5  | 8  | 045:400 | +5    | 31:21  |
| 4.  | BSG Stahl Riesa                  | 26  | 12 | 5  | 9  | 063:360 | +27   | 29:23  |
| 5.  | BSG Wismut Plauen                | 26  | 11 | 4  | 11 | 038:420 | −4    | 26:26  |
| 6.  | BSG Aktivist Laubusch            | 26  | 10 | 6  | 10 | 036:440 | −8    | 26:26  |
| 7.  | BSG Motor Brand-Langenau         | 26  | 7  | 11 | 8  | 041:490 | −8    | 25:27  |
| 8.  | BSG Chemie Schwarzheide          | 26  | 9  | 7  | 10 | 042:510 | −9    | 25:27  |
| 9.  | BSG Aktivist „Karl Marx“ Zwickau | 26  | 9  | 5  | 12 | 037:400 | −3    | 23:29  |
| 10. | BSG Motor Altenburg              | 26  | 7  | 9  | 10 | 034:500 | −16   | 23:29  |
| 11. | BSG Aktivist Böhlen 5            | 26  | 8  | 6  | 12 | 042:450 | −3    | 22:30  |
| 12. | BSG Chemie Riesa                 | 26  | 8  | 5  | 13 | 045:560 | −11   | 21:31  |
| 13. | BSG Aktivist Welzow (N)          | 26  | 8  | 3  | 15 | 043:600 | −17   | 19:33  |
| 14. | BSG Wismut Rodewisch (N)         | 26  | 6  | 6  | 14 | 026:430 | −17   | 18:34  |

| (A) Absteiger aus der DDR-Liga 1958     |
| (N) Aufsteiger aus der Bezirksliga 1958 |

Namensänderung vor der Saison
- SC Stahl Riesa  → BSG Stahl Riesa

### Kreuztabelle
Die Kreuztabelle stellt die Ergebnisse aller Spiele dieser Saison dar. Die Heimmannschaft ist in der linken Spalte aufgelistet und die Gastmannschaft in der obersten Reihe.
| Staffel 4 7. März 1959 – 1. November 1959 | Staffel 4 7. März 1959 – 1. November 1959 | SC Motor Karl-Marx-Stadt | BSG Motor Görlitz | BSG Aufbau Meißen | BSG Stahl Riesa | BSG Wismut Plauen | BSG Aktivist Laubusch | BSG Motor Brand-Langenau | BSG Chemie Schwarzheide | BSG Aktivist „Karl Marx“ Zwickau | BSG Motor Altenburg | BSG Aktivist Böhlen | BSG Chemie Riesa | BSG Aktivist Welzow | BSG Wismut Rodewisch |
| ----------------------------------------- | ----------------------------------------- | ------------------------ | ----------------- | ----------------- | --------------- | ----------------- | --------------------- | ------------------------ | ----------------------- | -------------------------------- | ------------------- | ------------------- | ---------------- | ------------------- | -------------------- |
| 01.                                       | SC Motor Karl-Marx-Stadt                  |                          | 2:1               | 5:0               | 1:0             | 3:0               | 5:1                   | 3:4                      | 4:0                     | 1:0                              | 3:0                 | 3:1                 | 5:0              | 4:2                 | 3:0                  |
| 02.                                       | BSG Motor Görlitz                         | 3:4                      |                   | 2:1               | 2:1             | 1:1               | 2:0                   | 2:2                      | 2:1                     | 2:1                              | 1:1                 | 3:1                 | 1:1              | 6:1                 | 2:0                  |
| 03.                                       | BSG Aufbau Meißen                         | 0:6                      | 1:1               |                   | 1:1             | 0:1               | 1:0                   | 2:1                      | 4:2                     | 4:2                              | 5:1                 | 3:0                 | 3:1              | 1:2                 | 3:4                  |
| 04.                                       | BSG Stahl Riesa                           | 1:1                      | 4:0               | 2:1               |                 | 3:1               | 1:2                   | 6:2                      | 9:3                     | 2:1                              | 4:0                 | 5:1                 | 4:1              | 5:1                 | 1:2                  |
| 05.                                       | BSG Wismut Plauen                         | 0:2                      | 0:2               | 1:2               | 3:1             |                   | 0:1                   | 4:1                      | 3:2                     | 2:1                              | 3:1                 | 2:2                 | 3:1              | 4:0                 | 2:1                  |
| 06.                                       | BSG Aktivist Laubusch                     | 1:6                      | 3:1               | 0:3               | 2:2             | 1:1               |                       | 1:1                      | 0:0                     | 5:1                              | 4:1                 | 1:1                 | 1:3              | 6                   | 4:1                  |
| 07.                                       | BSG Motor Brand-Langenau                  | 1:0                      | 2:1               | 1:1               | 1:1             | 2:1               | 3:0                   |                          | 1:3                     | 3:0                              | 1:3                 | 2:2                 | 1:2              | 3:3                 | 1:1                  |
| 08.                                       | BSG Chemie Schwarzheide                   | 3:2                      | 3:1               | 1:1               | 1:1             | 4:0               | 1:2                   | 2:3                      |                         | 0:0                              | 3:0                 | 2:2                 | 2:0              | 1:0                 | 1:1                  |
| 09.                                       | BSG Aktivist „Karl Marx“ Zwickau          | 0:2                      | 2:2               | 1:2               | 2:1             | 2:0               | 0:0                   | 1:1                      | 1:1                     |                                  | 0:1                 | 3:2                 | 7:2              | 4:1                 | 2:0                  |
| 10.                                       | BSG Motor Altenburg                       | 1:1                      | 0:2               | 1:2               | 2:1             | 2:2               | 2:1                   | 0:0                      | 3:1                     | 0:2                              |                     | 3:2                 | 2:2              | 2:2                 | 2:2                  |
| 11.                                       | BSG Aktivist Böhlen                       | 1:2                      | 0:1               | 2:0               | 3:2             | 0:1               | 2:0                   | 2:2                      | 2:0                     | 4:0                              | 2:2                 |                     | 3:0              | 2:0                 | 2:1                  |
| 12.                                       | BSG Chemie Riesa                          | 0:2                      | 2:2               | 2:2               | 1:3             | 2:3               | 1:2                   | 6:2                      | 1:2                     | 2:0                              | 1:0                 | 1:0                 |                  | 9:2                 | 2:1                  |
| 13.                                       | BSG Aktivist Welzow                       | 2:3                      | 0:1               | 7                 | 1:0             | 4:0               | 1:2                   | 2:0                      | 8:1                     | 0:3                              | 2:2                 | 5:3                 | 2:1              |                     | 2:1                  |
| 14.                                       | BSG Wismut Rodewisch                      | 1:4                      | 0:0               | 0:2               | 0:2             | 1:0               | 4:2                   | 0:0                      | 0:2                     | 0:1                              | 1:2                 | 1:0                 | 1:1              | 2:0                 |                      |

### Torschützenliste
|    | Spieler            | Verein                   | Tore |
| -- | ------------------ | ------------------------ | ---- |
| 1. | Ralf Hübner        | SC Motor Karl-Marx-Stadt | 15   |
| 2. | Günter Klingenberg | BSG Aufbau Meißen        | 14   |
| 3. | Hartwig Knopf      | SC Motor Karl-Marx-Stadt | 13   |

## Staffel 5
In der Staffel 5 spielten Mannschaften aus den Bezirken Erfurt, Gera und Suhl.

### Abschlusstabelle
| Pl. | Mannschaft                        | Sp. | S  | U  | N  | Tore    | Diff. | Punkte |
| --- | --------------------------------- | --- | -- | -- | -- | ------- | ----- | ------ |
| 1.  | BSG Chemie Lauscha                | 26  | 15 | 5  | 6  | 051:300 | +21   | 35:17  |
| 2.  | BSG Motor Nord Erfurt             | 26  | 12 | 7  | 7  | 046:330 | +13   | 31:21  |
| 3.  | BSG Motor Nordhausen-West         | 26  | 11 | 8  | 7  | 057:430 | +14   | 30:22  |
| 4.  | BSG Motor Sonneberg               | 26  | 12 | 6  | 8  | 036:290 | +7    | 30:22  |
| 5.  | BSG Aktivist Kali Werra Tiefenort | 26  | 10 | 10 | 6  | 044:380 | +6    | 30:22  |
| 6.  | BSG Motor Eisenach                | 26  | 11 | 6  | 9  | 037:310 | +6    | 28:24  |
| 7.  | BSG Glückauf Bleicherode          | 26  | 10 | 8  | 8  | 033:380 | −5    | 28:24  |
| 8.  | BSG Motor Suhl                    | 26  | 9  | 8  | 9  | 035:430 | −8    | 26:26  |
| 9.  | BSG Motor Breitungen (N)          | 26  | 9  | 7  | 10 | 052:520 | ±0    | 25:27  |
| 10. | BSG Stahl Silbitz                 | 26  | 8  | 8  | 10 | 033:340 | −1    | 24:28  |
| 11. | BSG Motor Sömmerda                | 26  | 8  | 7  | 11 | 057:530 | +4    | 23:29  |
| 12. | SG Dynamo Erfurt (N)              | 26  | 7  | 9  | 10 | 032:410 | −9    | 23:29  |
| 13. | BSG Fortschritt Weida (N)         | 26  | 9  | 3  | 14 | 033:470 | −14   | 21:31  |
| 14. | BSG Motor Oberlind                | 26  | 4  | 2  | 20 | 022:560 | −34   | 10:42  |

| (N) Aufsteiger aus der Bezirksliga 1958 |

### Kreuztabelle
Die Kreuztabelle stellt die Ergebnisse aller Spiele dieser Saison dar. Die Heimmannschaft ist in der linken Spalte aufgelistet und die Gastmannschaft in der obersten Reihe.
| Staffel 5 8. März 1959 – 1. November 1959 | Staffel 5 8. März 1959 – 1. November 1959 | BSG Chemie Lauscha | EF  | BSG Motor Nordhausen-West | BSG Motor Sonneberg | BSG Aktivist Kali Werra Tiefenort | BSG Motor Eisenach | BSG Glückauf Bleicherode | BSG Motor Suhl | BRT | BSG Stahl Silbitz | BSG Motor Sömmerda | SG Dynamo Erfurt | BSG Fortschritt Weida | BSG Motor Oberlind |
| ----------------------------------------- | ----------------------------------------- | ------------------ | --- | ------------------------- | ------------------- | --------------------------------- | ------------------ | ------------------------ | -------------- | --- | ----------------- | ------------------ | ---------------- | --------------------- | ------------------ |
| 01.                                       | BSG Chemie Lauscha                        |                    | 2:1 | 4:0                       | 2:1                 | 2:1                               | 3:0                | 2:0                      | 5:1            | 2:1 | 1:1               | 3:2                | 2:0              | 3:0                   | 5:0                |
| 02.                                       | BSG Motor Nord Erfurt                     | 3:1                |     | 1:1                       | 0:1                 | 2:1                               | 2:0                | 3:0                      | 7:0            | 2:2 | 0:1               | 2:3                | 2:1              | 2:1                   | 3:1                |
| 03.                                       | BSG Motor Nordhausen-West                 | 4:1                | 1:1 |                           | 4:2                 | 1:1                               | 1:1                | 5:2                      | 0:1            | 5:3 | 3:0               | 4:3                | 2:2              | 5:1                   | 2:0                |
| 04.                                       | BSG Motor Sonneberg                       | 1:0                | 1:0 | 2:0                       |                     | 3:1                               | 2:0                | 0:2                      | 2:1            | 3:0 | 3:1               | 2:0                | 1:1              | 3:1                   | 0:0                |
| 05.                                       | BSG Aktivist Kali Werra Tiefenort         | 2:1                | 1:1 | 4:4                       | 2:2                 |                                   | 2:0                | 2:0                      | 0:0            | 1:1 | 1:1               | 5:2                | 6:1              | 1:0                   | 2:1                |
| 06.                                       | BSG Motor Eisenach                        | 2:1                | 2:2 | 2:1                       | 2:0                 | 1:1                               |                    | 7:1                      | 1:2            | 1:3 | 0:0               | 3:1                | 3:2              | 0:0                   | 2:0                |
| 07.                                       | BSG Glückauf Bleicherode                  | 0:0                | 1:1 | 1:3                       | 1:0                 | 1:1                               | 1:0                |                          | 1:1            | 3:1 | 1:0               | 2:2                | 2:0              | 4:0                   | 1:0                |
| 08.                                       | BSG Motor Suhl                            | 1:2                | 0:1 | 2:2                       | 1:1                 | 2:2                               | 1:0                | 0:0                      |                | 2:0 | 1:0               | 3:1                | 2:2              | 3:0                   | 2:1                |
| 09.                                       | BSG Motor Breitungen                      | 2:2                | 3:2 | 2:2                       | 1:1                 | 0:1                               | 0:3                | 3:1                      | 3:0            |     | 0:1               | 2:2                | 6:2              | 4:0                   | 5:1                |
| 10.                                       | BSG Stahl Silbitz                         | 1:1                | 1:2 | 1:2                       | 1:1                 | 3:2                               | 3:0                | 4:1                      | 2:0            | 2:3 |                   | 2:1                | 2:2              | 0:2                   | 1:1                |
| 11.                                       | BSG Motor Sömmerda                        | 5:2                | 2:2 | 4:2                       | 2:1                 | 0:1                               | 0:0                | 2:2                      | 6:2            | 8:1 | 1:1               |                    | 1:1              | 3:1                   | 2:3                |
| 12.                                       | SG Dynamo Erfurt                          | 0:0                | 1:2 | 1:0                       | 2:0                 | 2:0                               | 1:2                | 1:1                      | 0:0            | 3:2 | 1:0               | 2:1                |                  | 0:1                   | 2:0                |
| 13.                                       | BSG Fortschritt Weida                     | 1:2                | 4:0 | 1:0                       | 4:1                 | 1:2                               | 0:1                | 0:2                      | 4:3            | 2:2 | 3:2               | 3:1                | 1:1              |                       | 2:0                |
| 14.                                       | BSG Motor Oberlind                        | 0:2                | 1:2 | 0:3                       | 0:2                 | 6:1                               | 1:4                | 0:2                      | 0:4            | 0:2 | 1:2               | 1:2                | 2:1              | 2:0                   |                    |

### Torschützenliste
|    | Spieler             | Verein                    | Tore |
| -- | ------------------- | ------------------------- | ---- |
| 1. | Karl Kinzing        | BSG Motor Breitungen      | 20   |
| 2. | Erwin Seifert       | BSG Motor Sömmerda        | 19   |
| 3. | Siegfried Hornemann | BSG Motor Nordhausen-West | 14   |

## Aufstiegsrunde zur DDR-Liga
In der Aufstiegsrunde spielten die fünf Staffelsieger, die drei Aufsteiger zur DDR-Liga aus. Jede Mannschaft bestritt zwei Heimspiele und zwei Auswärtsspiele.

### Abschlusstabelle
| Pl. | Mannschaft                                        | Sp. | S | U | N | Tore    | Diff. | Punkte |
| --- | ------------------------------------------------- | --- | - | - | - | ------- | ----- | ------ |
| 1.  | ASK Vorwärts Cottbus (Sieger der Staffel 2)       | 4   | 3 | 0 | 1 | 009:500 | +4    | 06:20  |
| 2.  | SG Dynamo Hohenschönhausen (Sieger der Staffel 1) | 4   | 1 | 3 | 0 | 006:300 | +3    | 05:30  |
| 3.  | SC Motor Karl-Marx-Stadt (Sieger der Staffel 4)   | 4   | 1 | 2 | 1 | 005:500 | ±0    | 04:40  |
| 4.  | HSG Wissenschaft Halle (Sieger der Staffel 3)     | 4   | 1 | 1 | 2 | 004:700 | −3    | 03:50  |
| 5.  | BSG Chemie Lauscha (Sieger der Staffel 5)         | 4   | 0 | 2 | 2 | 004:800 | −4    | 02:60  |

### Kreuztabelle
Die Kreuztabelle stellt die Ergebnisse aller Spiele dieser Aufstiegsrunde dar. Die Heimmannschaft ist in der linken Spalte aufgelistet und die Gastmannschaft in der obersten Reihe.
| DDR-Liga Aufstiegsrunde 8. November 1959 – 13. Dezember 1959 | DDR-Liga Aufstiegsrunde 8. November 1959 – 13. Dezember 1959 | Cottbus | Hohenschönhausen | Karl-Marx-Stadt | Halle | Lauscha |
| ------------------------------------------------------------ | ------------------------------------------------------------ | ------- | ---------------- | --------------- | ----- | ------- |
| 01.                                                          | ASK Vorwärts Cottbus                                         |         | ---              | ---             | 2:1   | 4:1     |
| 02.                                                          | SG Dynamo Hohenschönhausen                                   | 3:0     |                  | 1:1             | ---   | ---     |
| 03.                                                          | SC Motor Karl-Marx-Stadt                                     | 0:3     | ---              |                 | 3:0   | ---     |
| 04.                                                          | HSG Wissenschaft Halle                                       | ---     | 1:1              | ---             |       | 2:1     |
| 05.                                                          | BSG Chemie Lauscha                                           | ---     | 1:1              | 1:1             | ---   |         |

### Torschützenliste
|    | Spieler           | Verein                     | Tore |
| -- | ----------------- | -------------------------- | ---- |
| 1. | Klaus Zelinski    | ASK Vorwärts Cottbus       | 4    |
| 2. | Eberhard Schuster | SC Motor Karl-Marx-Stadt   | 3    |
| 2. | Horst Wühn        | SG Dynamo Hohenschönhausen | 3    |

### Zuschauer
In zehn Spielen kamen 53.300 Zuschauer ({\displaystyle \varnothing } 5.330 pro Spiel) in die Stadien.
Größte Zuschauerkulisse
15.000 SC Motor Karl-Marx-Stadt – HSG Wissenschaft Halle (4. Spieltag)
Niedrigste Zuschauerkulisse
01.100 HSG Wissenschaft Halle – BSG Chemie Lauscha (Nachholspiel 3. Spieltag)
| Mannschaft                 | Gesamt | {\displaystyle \varnothing } | Heim    | {\displaystyle \varnothing } | Ausw.   | {\displaystyle \varnothing } |
| -------------------------- | ------ | ---------------------------- | ------- | ---------------------------- | ------- | ---------------------------- |
| ASK Vorwärts Cottbus       | 24.000 | 6.000                        | 11.0000 | 5.500                        | 13.0000 | 6.500                        |
| SG Dynamo Hohenschönhausen | 12.200 | 3.050                        | 5.000   | 2.500                        | 7.200   | 3.600                        |
| SC Motor Karl-Marx-Stadt   | 31.000 | 7.750                        | 25.0000 | 12.5000                      | 6.000   | 3.000                        |
| HSG Wissenschaft Halle     | 11.600 | 2.900                        | 5.100   | 2.550                        | 6.500   | 3.250                        |
| BSG Chemie Lauscha         | 14.300 | 3.575                        | 7.200   | 3.600                        | 7.100   | 3.550                        |

## Aufsteiger
| 1.                            | ASK Vorwärts Cottbus |
| Logo vom ASK Vorwärts Cottbus | Heinz Egeler (19 Spiele / Tore –) Wolfgang Wenke (19/–), Manfred Rößler (30/–), Martin Geisler (15/1) Wolfgang Schmidt (28/–), Hans-Jürgen Stenzel (19/–) Martin Kossack (30/14), Peter Rößler (28/9), Johannes Knott (27/16), Klaus Zelinski (29/27), Ekkehard Zeidler (19/6) Trainer: Heinrich Theißen                                                         |
| Logo vom ASK Vorwärts Cottbus | außerdem: Dieter Labitzke (Tor 12/–); Jürgen Rademacher (10/–), Klaus Wendland (7/–), Karl-Heinz Klinnert (1/–); Heinz Kellner (24/1), Eddy Jung (3/–); Rolf Vasold (13/2), Horst Opitz (12/11), Werner Queck (4/–), Horst Kreische (3/–). dazu je ein Eigentor von Radtke (Motor Rathenow), ??? (Rotation Babelsberg II) und Borkenhagen (TSC Oberschöneweide). |

| 2.                                  | SG Dynamo Hohenschönhausen |
| Logo der SG Dynamo Hohenschönhausen | Walter Hindenberg Rolf Kaufmann, Herbert Schoen , Manfred Michael Armin Stang, Dieter Ruttig Kurt Krause, Werner Renk, Horst Wühn, Heinz Wrobel, Günter Kühn Trainer: Edmund Hausner |
| Logo der SG Dynamo Hohenschönhausen | außerdem: Fuchs (Tor); Lothar Punt, Wolfgang Domke, Lothar Scheibel |

| 3.                                | SC Motor Karl-Marx-Stadt |
| Logo vom SC Motor Karl-Marx-Stadt | Guido Körner Dieter Nötzold, Willy Holzmüller , Manfred Haase Peter Fischer, Wolfgang Schmidt Eberhard Schuster, Eberhard Taubert, Ralf Hübner, Hartwig Knopf, Eberhard Winkler Trainer: Hans Höfer |
| Logo vom SC Motor Karl-Marx-Stadt | außerdem: Rolf Schleußner (Tor); Klaus Enold; Claus Bauer, Herbert Hirsch |